# Novopokrovka, Znameanka
Novopokrovka (în ucraineană Новопокровка) este un sat în comuna Makarîha din raionul Znameanka, regiunea Kirovohrad, Ucraina.

## Demografie
Componența lingvistică a localității Novopokrovka
     Ucraineană (98,68%)
     Belarusă (1,32%)
Conform recensământului din 2001, majoritatea populației localității Novopokrovka era vorbitoare de ucraineană (98,68%), existând în minoritate și vorbitori de belarusă (1,32%).